# Sönghofsfjall
Sönghofsfjall är ett berg i republiken Island. Det ligger i regionen Austurland, 400 km öster om huvudstaden Reykjavík. Toppen på Sönghofsfjall är 648 meter över havet.
Trakten runt Sönghofsfjall är nära nog obefolkad, med mindre än två invånare per kvadratkilometer. Trakten runt Sönghofsfjall består i huvudsak av gräsmarker.